# Kongi's Harvest
Kongi's Harvest es una película nigeriana de 1970 dirigida por Ossie Davis, a partir de un guion de Wole Soyinka adaptado de su obra de 1965 del mismo nombre. Soyinka también protagonizó el papel principal como dictador de una nación africana.

## Sinopsis
El presidente Kongi (Wole Soyinka), dictador de una nación africana en desarrollo, está tratando de modernizar su nación después de derrocar al rey Oba Danlola (Rasidi Onikoyi). Las diferentes tribus se resisten a la unificación, por lo que él intenta alcanzar su objetivo por todos los medios necesarios, incluso obligando a los funcionarios del gobierno a usar trajes tradicionales africanos y buscando el consejo del hombre al que depuso.

## Elenco
- Wole Soyinka como presidente Kongi[1]
- Rasidi Onikoyi como Rey Oba Danlola
- Femi Johnson como secretaria de organización
- Nina Baden-Semper como Segi
- Orlando Martins como Dr. Gbenga
- Dapo Adelugba como Daodu

## Producción
La película se rodó en Nigeria. Fue la primera producción de una empresa indígena nigeriana y su objetivo era cambiar las percepciones sobre el país y el continente africano.